# シャーキー郡 (ミシシッピ州)
シャーキー郡（英: Sharkey County）は、アメリカ合衆国ミシシッピ州の西部、ミシシッピ・デルタ地域に位置する郡である。2010年国勢調査での人口は4,916人であり、2000年の6,580人から25.3%減少した。郡庁所在地はローリングフォーク市（人口2,143人）であり、同郡で人口最大の都市でもある。郡名は1865年に暫定ミシシッピ州知事を務めたウィリアム・L・シャーキーに因んで名付けられた。

## 地理
アメリカ合衆国国勢調査局に拠れば、郡域全面積は434.88平方マイル (1,126.3 km2)であり、このうち陸地427.71平方マイル (1,107.8 km2)、水域は7.17平方マイル (18.6 km2)で水域率は1.65%である。

### 主要高規格道路
- アメリカ国道61号線
- ミシシッピ州道14号線
- ミシシッピ州道16号線

### 隣接する郡
- ワシントン郡 - 北
- ハンフリーズ郡 - 北東
- ヤズー郡 - 東
- イサケナ郡 - 南、西

### 国立保護地域
- デルタ国立の森
- セオドア・ルーズベルト国立野生生物保護区（部分）

## 人口動態
以下は2000年の国勢調査による人口統計データである。
| 基礎データ - 人口: 6,580人 - 世帯数: 2,163 世帯 - 家族数: 1,589 家族 - 人口密度: 6人/km2（15人/mi2） - 住居数: 2,416軒 - 住居密度: 2軒/km2（6軒/mi2） 人種別人口構成 - 白人: 29.36% - アフリカン・アメリカン: 69.32% - ネイティブ・アメリカン: 0.18% - アジア人: 0.27% - その他の人種: 0.27% - 混血: 0.59% - ヒスパニック・ラテン系: 1.31% | 年齢別人口構成 - 18歳未満: 33.0% - 18-24歳: 10.4% - 25-44歳: 24.8% - 45-64歳: 20.4% - 65歳以上: 11.3% - 年齢の中央値: 31歳 - 性比（女性100人あたり男性の人口） - 総人口: 88.7 - 18歳以上: 82.4 世帯と家族（対世帯数） - 18歳未満の子供がいる: 36.1% - 結婚・同居している夫婦: 40.0% - 未婚・離婚・死別女性が世帯主: 26.8% - 非家族世帯: 26.5% - 単身世帯: 23.5% - 65歳以上の老人1人暮らし: 9.9% - 平均構成人数 - 世帯: 2.99人 - 家族: 3.56人 | 収入と家計 - 収入の中央値 - 世帯: 22,285米ドル - 家族: 26,786米ドル - 性別 - 男性: 26,563米ドル - 女性: 17,931米ドル - 人口1人あたり収入: 11,396米ドル（州内で10番目に低く、国内でも下から73位である） - 貧困線以下 - 対人口: 38.3% - 対家族数: 30.5% - 18歳未満: 50.0% - 65歳以上: 24.2% |

## 都市と町

### 都市
- ローリングフォーク - 郡庁所在地

### 町
- アンギラ
- キャリー

### 未編入の町
- デルタシティ
- ニッタユマ
- オンワード
- パンサーバーン
- パトモス

## 教育
郡内の公共教育はサウスデルタ教育学区が管轄している。
私立学校としてはローリングフォークにシャーキー・イサケナ・アカデミーがある。